# Nervilia subintegra
Nervilia subintegra är en orkidéart som beskrevs av Victor Samuel Summerhayes. Nervilia subintegra ingår i släktet Nervilia och familjen orkidéer. Inga underarter finns listade i Catalogue of Life.